# イソハマグリ
イソハマグリ（Atactodea striata）は、マルスダレガイ目チドリマスオガイ科の二枚貝である。ハマグリは同じ目のマルスダレガイ科に属する。

## 分布
印度洋・西太平洋の熱帯水域およびミクロネシアに分布。日本国内では房総半島以南。他に中国福建省・広東省・海南島。西沙諸島。台湾。ベトナム。

## 形態
三角形に近い殻は厚く、膨らみはやや大きい。前縁は大きく丸いのに対し、後縁は細く、やや尖る。腹縁近くは低い同心円肋で覆われている。楯面は小さい。殻の内側は白色。内靭帯は強力な鉸歯の間に存在する。外套湾入は浅く、尖る。
殻の表面は白色、薄い殻皮がある。殻長3.2センチ、殻高3センチ。

## 生態
潮間帯に生息。荒い砂底に多い。潮にあわせ移動する。